# Pierre Adolphe Piorry
Pierre Adolphe Piorry (31. december 1794 i Vienne - 29. maj 1879 i Paris) var en fransk læge.
Piorry begyndte at studere medicin i 16-års alderen, men måtte bryde af, da han under krigen fulgte med til Spanien som medhjælper hos en kirurg. Han vendte tilbage til Paris 1814, tog doktorgraden 1816 (Sur le danger de la lecture des livres de médecine pour les gens du monde) og begyndte at praktisere. 1826 blev han agrégé, 1827 hospitalslæge. Kort efter at Laënnec havde fremsat sin lære om auskultationen, gjorde Piorry sin opfindelse af plessimetret, en rund elfenbensplade, der lægges på patientens krop, for at man ved at banke på den af lyden kan skønne om organernes tilstand. Piorry skildrede sin metode i Traité sur la percussion médiate, 1828, der belønnedes med Prix Monthyon, og som samme år blev oversat til fremmede sprog.
Piorry blev medlem af Académie de médecine 1823, men først 1840 professor i patologi. Denne stilling byttede han 184 med professoratet i medicinsk klinik ved Charité, og fra 1864 til 1866 var han overlæge ved Hôtel-Dieu. Piorry var en meget frugtbar forfatter, der blandt andet skrev: Procédé opératoire sur la percussion (1831), Traité du diagnostic et de séméiologie (1836—37); Traité de médecine pratique et de pathologie iatrique ou médicale (9 bind med Atlas de plessimétrie, 1842—51) og mange andre. I Traité du plessimétrisme et d’organographisme (1866) indførte Piorry "dermographien", den metode, at angive organernes grænser ved hjælp af en blå blyant, efter at de er udperkuterede.